# Пельгора
Пельгора — деревня в Любанском городском поселении Тосненского района Ленинградской области.

## История
Впервые упоминается в Писцовой книге Водской пятины 1500 года как деревня Пелгора в Ильинском Тигодском погосте Новгородского уезда.
В переписи Санкт-Петербургской губернии 1710 года в Ильинском Тигодском погосте записано усадище Пельгора, числящееся за помещиками Секириными.
Усадьба Пельгора была построена в XVIII веке Иваном Михайловичем Левашовым. Позднее она досталось в приданое его внучке Александре Петровне Неклюдовой, жене героя Отечественной войны 1812 года Павла Алексеевича Тучкова (1776—1858).
Село Пельгора упоминается на карте Санкт-Петербургской губернии 1792 года А. М. Вильбрехта.

ПЕЛЬГОРА — село Пельгорского сельского общества, при нём усадьба.

Крестьянских дворов — 64. Строений — 256, в том числе жилых — 100. 

Число жителей по семейным спискам 1879 г.: 142 м. п., 164 ж. п.; по приходским сведениям 1879 г.: 136 м. п., 167 ж. п.;
 
3 ветряные мельницы. 2 мелочные лавки. Питейный дом. 
 
В усадьбе строений — 15, в том числе жилых — 5. Число жителей по приходским сведениям 1879 г.: 2 м. п., 4 ж. п. (1884 год)

ПЕЛЬГОРО — село бывшее владельческое. Дворов — 60, жителей — 300. Волостное правление. Церковь. Часовня. 2 лавки. (1885 год)

В конце XIX — начале XX века деревня административно относилась к Пельгорской волости 1-го стана 1-го земского участка Новгородского уезда Новгородской губернии.

ПЕЛЬГОРА — село Пельгорского сельского общества, дворов — 67, жилых домов — 67, число жителей: 182 м. п., 207 ж. п.

Занятия жителей — земледелие и отхожие промыслы. 2 школы, хлебозапасный магазин, 2 мелочных лавки, винная лавка, волостное правление, церковь.

ПЕЛЬГОРА — усадьба Е. Аристовой, жилых домов — 2, число жителей: 11 м. п., 12 ж. п.

Занятия жителей — земледелие. (1907 год)

Согласно военно-топографической карте Петроградской и Новгородской губерний издания 1917 года село называлось Пель-Гора и состояло из 30 крестьянских дворов.
С 1917 по 1927 год село Пельгора входило в состав Любанской волости Новгородского уезда Новгородской губернии.
С 1927 года в составе Пельгорского сельсовета Любанского района Ленинградской области.
В 1928 году население села Пельгора составляло 343 человека.
С 1930 года в составе Тосненского района.
По данным 1933 года село Пельгора являлось административным центром Пельгорского сельсовета Тосненского района, в который входили 9 населённых пунктов: деревни Вериговщина, Грустная, Липки, Новинка, Попрудка, Большие Рамцы, Малые Рамцы, Шундорово и село Пельгора, общей численностью населения 1982 человека.
По данным 1936 года в состав Пельгорского сельсовета входили 8 населённых пунктов, 328 хозяйств и 7 колхозов.

План деревни Пельгора. 1937 год

Согласно топографической карте 1937 года село насчитывало 70 дворов. В селе находились: сельсовет, почта, школа и церковь.
Пельгора была освобождена от немецко-фашистских оккупантов 26 января 1944 года.
В 1965 году население села Пельгора составляло 87 человек.
По данным 1966 и 1973 годов деревня Пельгора входила в состав Пельгорского сельсовета, в 1973 году она являлась его административным центром.
По данным 1990 года деревня Пельгора находилась в составе Любанского сельсовета.
В 1997 году в деревне Пельгора Любанской волости проживали 24 человека, в 2002 году — 31 человек (все русские).
В 2007 году — 16.

## География
Деревня расположена в восточной части района на автодороге 41А-004 (Павлово — Мга — Луга), к северу от центра поселения — города Любань.
Расстояние до административного центра поселения — 11 км.
Расстояние до ближайшей железнодорожной платформы Болотницкая — 8 км.
К западу от деревни протекает река Болотница.

## Демография
| 2007 | 2010 | 2017 |
| ---- | ---- | ---- |
| 16   | ↘13  | →13  |

## Достопримечательности
- Руины церкви Николая Чудотворца 1806 года постройки[23]. Её иконостас в 1952 году был вывезен в Ленинград и установлен в храме Ленинградской духовной академии и семинарии, где находится и поныне[24].